# Svemirska kapsula
Svemirska kapsula je obično svemirska letelica sa posadom tupog tela, koja se bez krila vraća u Zemljinu atmosferu. Kapsule se od satelita razlikuju prvenstveno po sposobnosti da prežive ponovni atmosferski ulazak i povratak na Zemljinu površinu iz orbite. Kapsule sačinjavaju većinu svemirskih letelica sa posadom, iako je jedan svemirski avion s posadom lansiran u orbitu.
Sadašnji primeri kapsula s posadom obuhvataju Sojuz, Šendžou, Orion, CST-100 i Dragon 2. Budući primeri kapsula sa posadom su Federaciju. Istorijski primeri kapsula sa posadom uključuju Vostok, Merkur, Voskhod, Džemini i komandni modul Apolo. Svemirska kapsula s posadom mora biti u stanju da održava život u vakuumu svemira, uz često zahtevno termalno i radijaciono okruženje. Za postizanje toga potrebni su mnogi sistemi, uključujući reakcioni kontrolni sistem, sistem okoline/životne podrške, izolacija, sedišta koja olakšavaju rad astronauta u bestežinskim uslovima, komunikacijske antene, priključni hardver, sistem obustave lansiranja i još mnogo toga.

## Oblik i povratak
Svemirske kapsule su tipično bile manje od 5 meters (16 feet) u prečniku usled aerodinamičkih zahteva lansirnog nosača. Dizajn kapsule je zapreminski efikasan i strukturalno jak, te je obično moguće konstruisati male kapsule s performansama koje su uporedive sa dizajnom podiznog tela ili svemirskog aviona u svemu osim odnosa podizanja i vuče, uz manje troškove. Primer je svemirska letelica Sojuz.
Većina svemirskih kapsula koristila je ablativni toplotni štit za ponovni ulazak i nisu se mogle ponovo koristiti. Rana svemirska letelica imala je staklenu oblogu sa sintetičkom smolom ugrađenu na veoma visokim temperaturama. Trenutno se ispituju  za upotrebu u svemiru ugljena vlakna, ojačana plastika i visokotemperaturne keramičke pločice ili keramičke ploče ultra visoke temperature.
Svemirske kapsule su dobro prilagođene visokim energijama ponovnih ulazaka. Kapsule ponovo ulaze sa krmnim delom napred, dok putnici leže, jer je to optimalna pozicija za ljudsko telo da izdrži indukovane g-sile kada kapsula udara u atmosferu. Zaobljeni oblik (tupo telo) kapsule formira udarni talas koji zadržava veći deo toplote dalje od toplotnog štita, ali je sistem toplotne zaštite je još uvek neophodan. Svemirska kapsula mora biti dovoljno jaka da izdrži sile povratka poput aerodinamičkog otpora i mora izvrši ponovni ulaz pod preciznim upadnim uglom da bi se sprečio odskok s površine atmosfere pri destruktivno velikim ubrzanjima.
Kada svemirska kapsula prolazi kroz atmosferu, kapsula komprimira vazduh ispred sebe, koji se zagreva do veoma visokih temperatura. Površina kapsule može dostići do 1480 ° dok se spušta kroz Zemljinu atmosferu. Kako bi sprečilo da ta toplota dospe do unutrašnjih struktura, kapsule su obično opremljene ablativnim toplotnim štitom koji se topi i zatim isparava, uklanjajući toplotu.
Komandni modul Apola je pri povratku imao centar mase pomeren od središnje linije; to je uzrokovalo da kapsula poprimi ugaoni stav kroz vazduh, pružajući lift koji se može koristiti za kontrolu smera. Pokretači reakcionog kontrolnog sistema su korišćeni za upravljanje kapsulom promenama vektora podizanja.
Padobrani se koriste za finalni stupanj silazka, ponekad zajedno sa kočnim raketama ako je kapsula dizajnirana da sleti na Zemljinu površinu. Primeri kapsula za sletanje na kopno uključuju sovjetski/ruski Sojuz i kineski Šendžou. Ostale kapsule, poput Merkura, Džeminija, Apola i Dragona, sletele su u okean.

## Literatura
- Hacker, Barton C.; Grimwood, James M. (septembar 1974). „Chapter 11 Pillars of Confidence”. On the Shoulders of Titans: A History of Project Gemini. NASA History Series. SP-4203. NASA. стр. 239. Архивирано из оригинала 13. 01. 2010. г. Приступљено 03. 09. 2019.
- Collins, Michael (2009). Carrying the Fire: An Astronaut's Journeys. Lindbergh, Charles (foreword). Cooper Square Press. ISBN 9780374531942.
- Caidin, Martin (1972). Cyborg. New York: Arbor House. ISBN 0-87795-025-3. LCCN 73183758. OCLC 320464.
- Hickam, Homer H. Jr. (1999). Back to the Moon. New York: Delacorte Press. ISBN 0-38533-422-2. LCCN 99021995. OCLC 40979898.
- Slayton, Donald K. "Deke"; Cassutt, Michael (1994). Deke! U.S. Manned Space: From Mercury to the Shuttle (1st изд.). New York: Forge. ISBN 0-312-85503-6. LCCN 94002463. OCLC 29845663.
- Knight, Will (23. 1. 2006). „Spacecraft skin 'heals' itself”. New Scientist. Приступљено 11. 2. 2008.
- Wertz, James; Larson, Wiley J. (1999). Space Mission Analysis and Design (3rd изд.). Torrance, California: Microcosm. ISBN 978-1-881883-10-4.
- Swenson, L. Jr.; Grimwood, J. M.; Alexander, C. C. This New Ocean, A History of Project Mercury. стр. 66—62424. „On October 4, 1957 Sputnik I shot into orbit and forcibly opened the Space Age.”
- „Vostok”. Encyclopedia Astronautica. Архивирано из оригинала 2011-06-29. г.
- Bartels, Meghan; November 6, Space com Senior Writer |; ET, 2018 07:00am (6. 11. 2018). „NASA's Parker Solar Probe Just Made Its First Close Pass by the Sun!”. Space.com. Приступљено 2018-12-16.
- „The Rosetta ground segment”. ESA.int. 2004-02-17. Архивирано из оригинала 2008-03-11. г. Приступљено 2008-02-11.
- „At Mach-10, Taiwan's Hsiung Feng-III 'Anti-China' Missiles could be faster than the BrahMos”. defencenews.in. Архивирано из оригинала 2017-08-07. г. Приступљено 2019-01-08.
- Villasanta, Arthur Dominic (21. 10. 2016). „Taiwan Extending the Range of its Hsiung Feng III Missiles to Reach China”.
- Elias, Jibu (10. 4. 2018). „TSMC set to beat Intel to become the world's most advanced chipmaker”. PCMag India (на језику: енглески). Архивирано из оригинала 12. 5. 2019. г. Приступљено 12. 5. 2019.
- „TSMC is about to become the world's most advanced chipmaker”. The Economist. 5. 4. 2018.
- „Taiwan's upgraded 'Cloud Peak' mi... - Taiwan News”. Taiwan News. 25. 1. 2018.
- „Taiwan To Upgrade 'Cloud Peak' Medium-range Missiles For Micro-Satellites Launch”. www.defenseworld.net. Архивирано из оригинала 25. 01. 2018. г. Приступљено 29. 06. 2023.
- Sheldon, John (30. 1. 2018). „Taiwan's New Ballistic Missile Capable of Launching Microsatellites - SpaceWatch.Global”. spacewatch.global.
- Launius, Roger D.; Jenkins, Dennis R. (10. 10. 2012). Coming Home: Reentry and Recovery from Space. NASA. ISBN 9780160910647. OCLC 802182873. Приступљено 21. 8. 2014.
- Martin, John J. (1966). Atmospheric Entry – An Introduction to Its Science and Engineering. Old Tappan, New Jersey: Prentice-Hall.
- Regan, Frank J. (1984). Re-Entry Vehicle Dynamics (AIAA Education Series). New York: American Institute of Aeronautics and Astronautics, Inc. ISBN 978-0-915928-78-1.
- Etkin, Bernard (1972). Dynamics of Atmospheric Flight. New York: John Wiley & Sons, Inc. ISBN 978-0-471-24620-6.
- Vincenti, Walter G.; Kruger Jr, Charles H. (1986). Introduction to Physical Gas Dynamics. Malabar, Florida: Robert E. Krieger Publishing Co. ISBN 978-0-88275-309-6.
- Hansen, C. Frederick (1976). Molecular Physics of Equilibrium Gases, A Handbook for Engineers. NASA. Bibcode:1976mpeg.book.....H. NASA SP-3096.
- Hayes, Wallace D.; Probstein, Ronald F. (1959). Hypersonic Flow Theory. New York and London: Academic Press. A revised version of this classic text has been reissued as an inexpensive paperback: Hayes, Wallace D. (1966). Hypersonic Inviscid Flow. Mineola, New York: Dover Publications. ISBN 978-0-486-43281-6. reissued in 2004
- Anderson, John D. Jr. (1989). Hypersonic and High Temperature Gas Dynamics. New York: McGraw-Hill, Inc. ISBN 978-0-07-001671-2.

## Spoljašnje veze
- Proud Conquest: Gemini VII & VI - 1966 NASA Manned Space Flight Educational Documentary на веб-сајту